# Dendrophthora diffusa
Dendrophthora diffusa är en sandelträdsväxtart som beskrevs av J. Kuijt. Dendrophthora diffusa ingår i släktet Dendrophthora och familjen sandelträdsväxter. Inga underarter finns listade i Catalogue of Life.